# Булис, Ян
Ян Бу́лис (чеш. Jan Bulis; 18 марта 1978, Пардубице) — чешский хоккеист, нападающий. Бронзовый призёр Олимпийских игр 2006 года в Турине.

## Биография
На драфте НХЛ 1996 года был задрафтован во 2-м раунде под общим номером 43 командой «Вашингтон Кэпиталз», где и выступал до 2001 года. В 2001 году перешёл в команду «Монреаль Канадиенс», где выступал последующие 3 сезона. В 2004 году подписал контракт на 1 год с командой «Пардубице», с которой выиграл чешскую Экстралигу в 2005 году. После окончания контракта вернулся в команду «Монреаль Канадиенс», где отыграл 1 сезон, после чего перешёл в команду «Ванкувер Кэнакс». В 2007 году перешёл в команду «Химик» (в 2008 году переименованную в «Атлант»), в мае 2011 года подписал однолетний контракт с клубом Континентальной хоккейной лиги «Трактор». Играл в Челябинске до конца сезона 2014/15, который стал последним в его карьере.

## Достижения
- 2005 — Чемпион Чехии в составе «Пардубице»
- 2006 — Бронзовый призёр Олимпийских игр 2006 в Турине в составе сборной Чехии
- 2006 — Серебряный призёр чемпионата мира 2006 в Риге в составе сборной Чехии
- Серебряный призёр чемпионата КХЛ в сезоне 2010/2011 в составе Московская область «Атлант».

- Обладатель Кубок Континента КХЛ в сезоне 2011/2012 в составе челябинского «Трактора».
- Бронзовый призёр чемпионата КХЛ в сезоне 2011/2012 в составе челябинского «Трактора».
- Серебряный призёр чемпионата КХЛ в сезоне 2012/2013 в составе челябинского «Трактора».

## Статистика
| Легенда | Легенда                    | Легенда | Легенда                   | Легенда | Легенда    |
| ------- | -------------------------- | ------- | ------------------------- | ------- | ---------- |
| И       | Количество проведённых игр | Штр     | Штрафное время            | +/−     | Плюс-минус |
| Г       | Голы                       | П       | Голевые передачи          | О       | Очки       |
| -       | Статистика неизвестна      | —       | Статистика не учитывалась |         |            |

### Клубная карьера
- a В этом сезоне в «Плей-офф» учитывается статистика игрока в Кубке Надежды.